# Żółkiewski

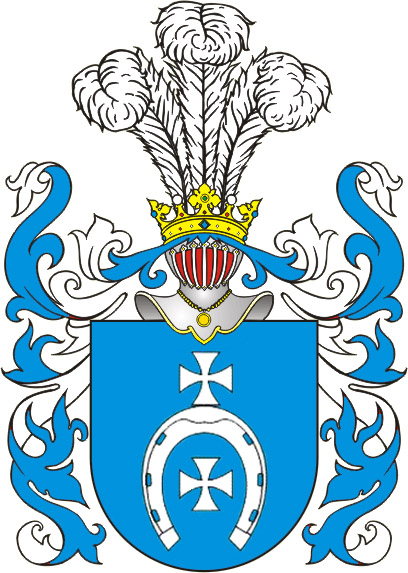
Adelswappen der Familie von Żołkiewski, Wappengemeinschaft Lubicz

Żółkiewski ist der Name eines bedeutenden polnischen Adelsgeschlechts. Die weibliche Form des Namens lautet Żółkiewska.
Bedeutende Träger dieses Namens waren:
- Stanisław Żółkiewski (1547–1620), polnischer Staatsmann, Feld- und Großhetman der polnischen Krone, Großkanzler der polnischen Krone, Wojewode und Kastellan.